# 2023년 4월 죽음
다음은 2023년 4월에 사망한 저명한 인물 목록이다.
- 4월 1일
  - 중화인민공화국의 정치인 뤄즈쥔

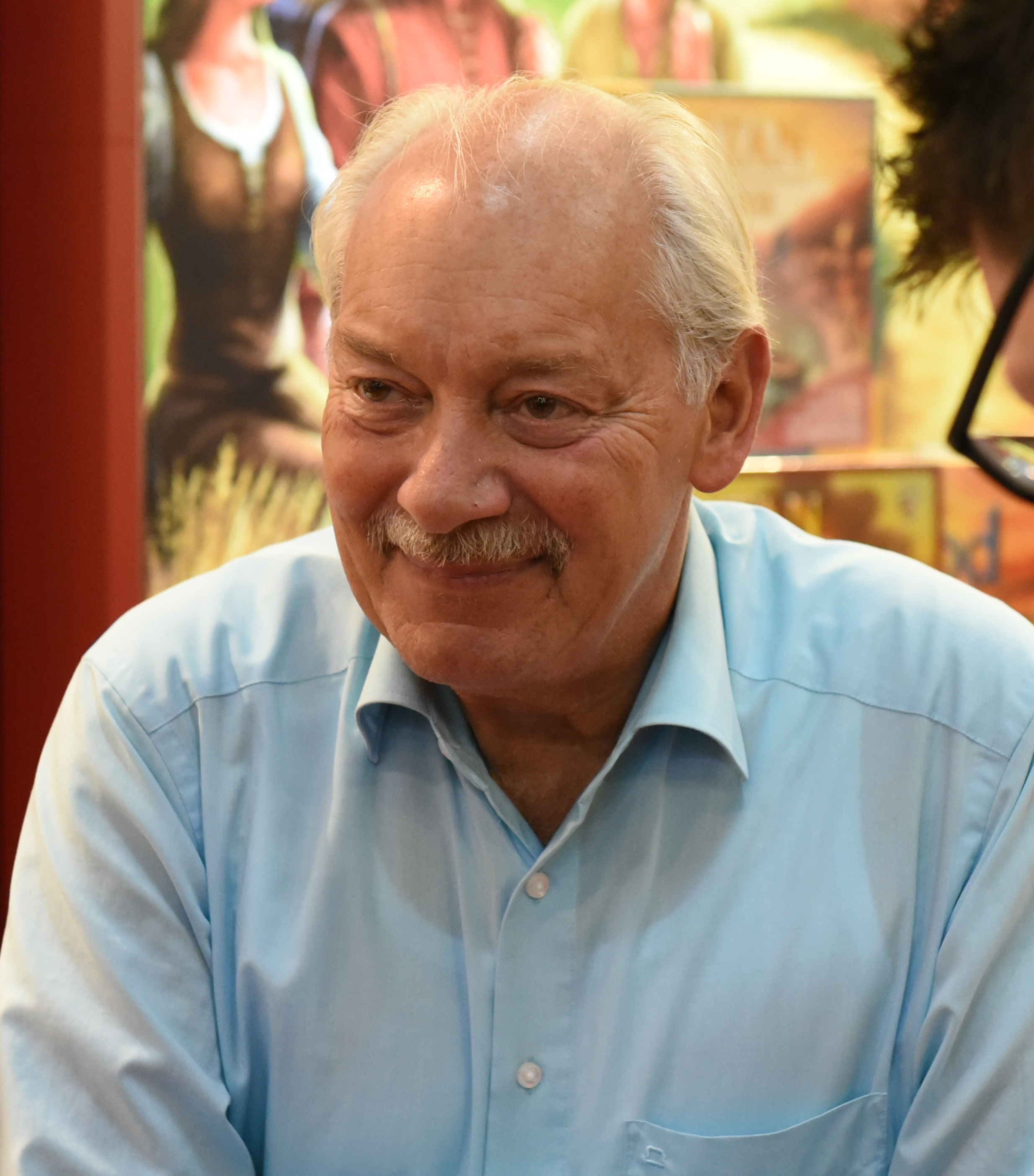
클라우스 토이버

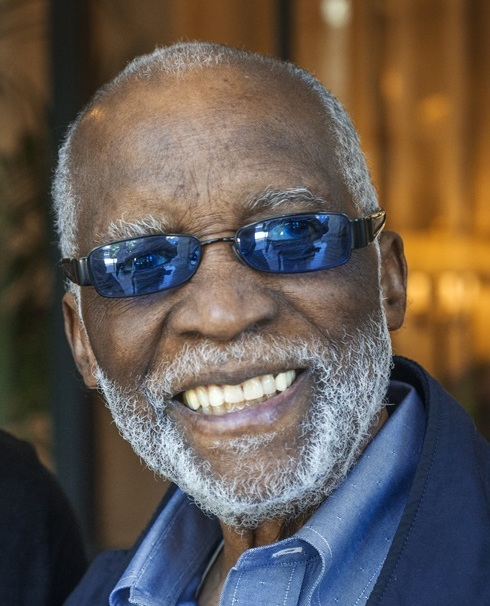
아마드 자말

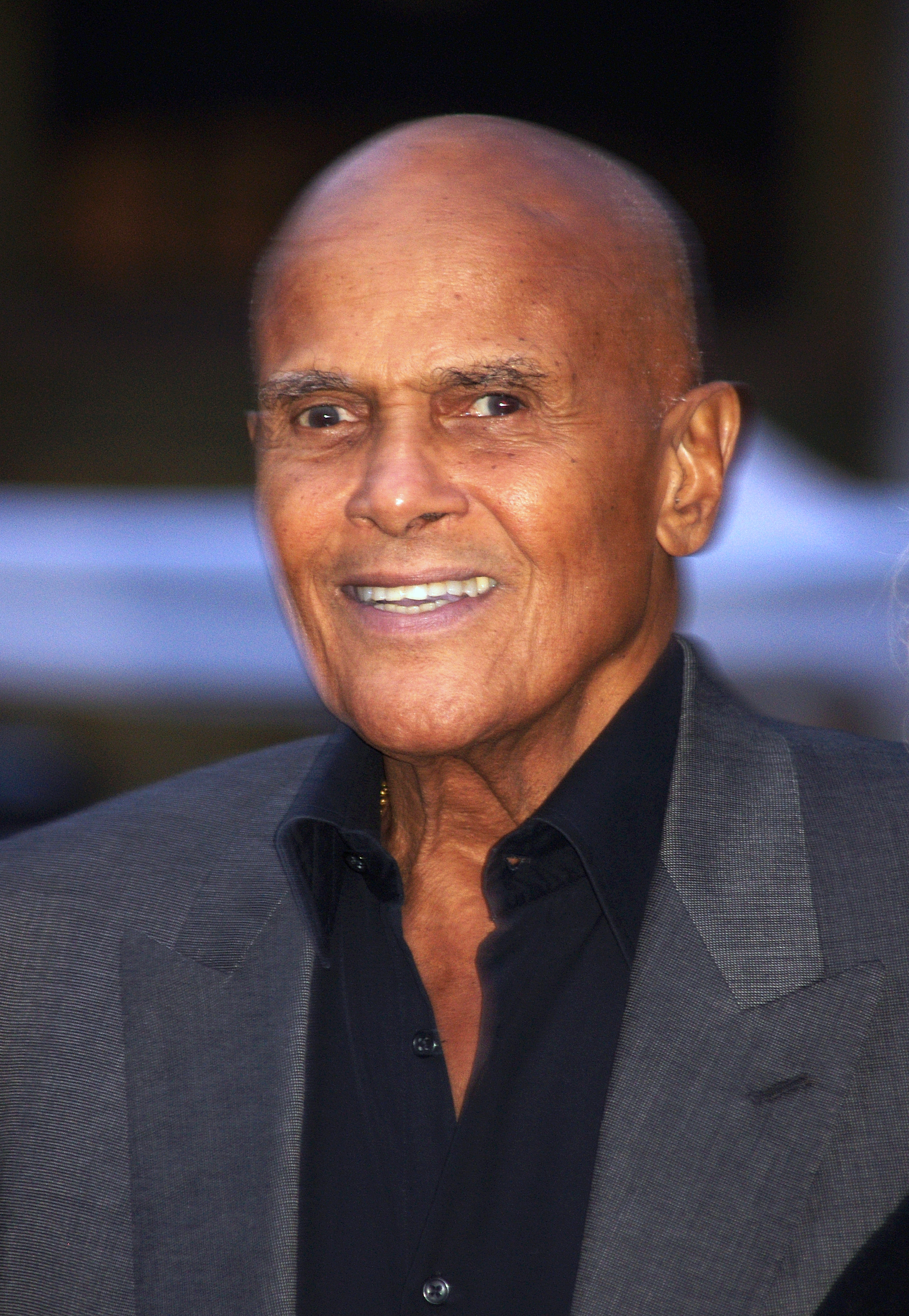
해리 벨라폰테

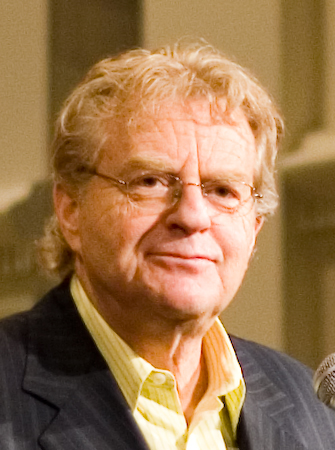
제리 스프링거

  - 독일의 보드게임 개발자 클라우스 토이버
- 4월 3일 - 대한민국의 러시아문학자 박형규
- 4월 4일
  - 대한민국의 축구인 박경화
  - 대한민국의 정치인 신동준
  - 대한민국의 가수 현미
- 4월 5일 - 이탈리아의 축구선수 세르조 고리
- 4월 6일 - 일본의 작가 도미오카 다에코
- 4월 7일 - 미국의 변호사 벤 페렌츠
- 4월 8일
  - 미국의 영화배우 마이클 러너
  - 미국의 영화배우 엘리자베스 허버드
- 4월 9일
  - 대한민국의 만화가 고유성
  - 홍콩의 영화배우 오요한
- 4월 11일
  - 대한민국의 무용가 김백봉
  - 대한민국의 배우 정채율
- 4월 13일 - 영국의 패션디자이너 메리 퀀트
- 4월 16일 - 미국의 재즈 피아니스트 아마드 자말
- 4월 17일
  - 대한민국의 정치인 정동일
  - 미국의 가수 에이프릴 스티븐스
- 4월 18일
  - 대한민국의 배우 이계영
  - 미국의 목사 찰스 스텐리
- 4월 19일 - 대한민국의 가수 문빈
- 4월 20일
  - 대한민국의 희극배우 서세원
  - 스페인의 축구선수 조세프 마리아 푸스테
- 4월 21일 - 대한민국의 배우 조상건
- 4월 22일 - 오스트레일리아의 희극배우 배리 험프리스
- 4월 25일
  - 미국의 가수 해리 벨라폰테
  - 러시아의 육상선수 베라 크레프키나
- 4월 26일 - 미국의 정치인 제리 아포다카
- 4월 27일
  - 이탈리아의 영화배우 조반니 롬바르도 라디체
  - 미국의 영화배우 제리 스프링거
- 4월 30일 - 미국의 육상선수 랠프 보스턴